# Tolmin
Tolmin je město a správní středisko stejnojmenné občiny ve Slovinsku v Gorickém regionu. Nachází se u ústí řeky Tolminka do řeky Soči, asi 88 km severozápadně od Lublaně. V roce 2019 zde trvale žilo 3 356 obyvatel.
Městem procházejí silnice 102 a 103. Sousedními městy jsou Bovec, Idrija, Nova Gorica a italské Cividale del Friuli.

## Pamětihodnosti v okolí
Severně od města na skalním výběžku horské planiny Javorca se nachází Kostel svatého Ducha, postavený v roce 1916 rakousko-uherskými vojáky k uctění památky padlých spolubojovníků na sočské frontě. Místem prochází Cesta míru (slovinsky Pot miru), která připomíná památku obětí této války.